# دیوید اویلری
دیوید اویلری (انگلیسی: David O'Leary؛ زادهٔ ۲ مهٔ ۱۹۵۸) بازیکن فوتبال اهل جمهوری ایرلند است.
از باشگاه‌هایی که در آن بازی کرده‌است می‌توان به باشگاه فوتبال لیدز یونایتد، باشگاه فوتبال آرسنال اشاره کرد.
وی همچنین در تیم ملی فوتبال جمهوری ایرلند بازی کرده‌است.